# Steckrübeneintopf

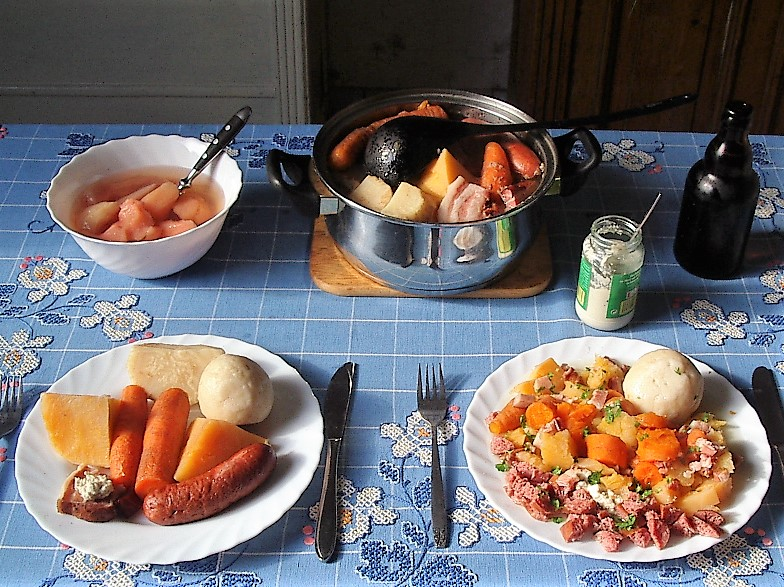
Steckrübeneintopf

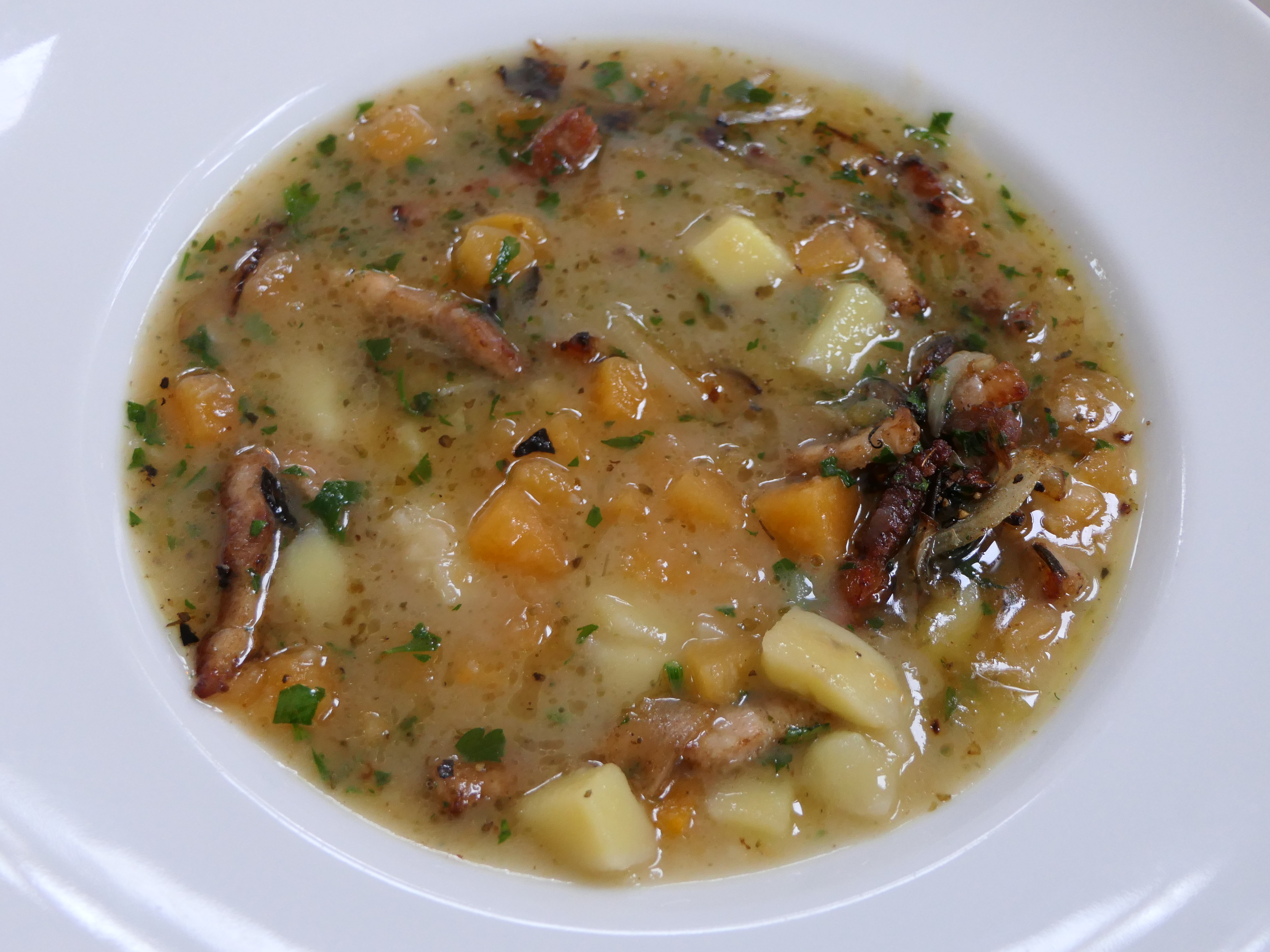
Steckrübeneintopf mit Gänsefleisch

Steckrübeneintopf ist ein Eintopf-Gericht der deutschen Küche, das heute vor allem in Norddeutschland verbreitet ist. Es ist nicht zu verwechseln mit der Beilage bzw. dem Gericht Rübenmus, welche(s) zwar gleiche oder ähnliche Zutaten enthält, jedoch breiförmig und nicht als Eintopf zubereitet wird. Beim Steckrübeneintopf handelt es sich in der Regel um ein deftiges Eintopfgericht aus Steckrüben, Mohrrüben und Kartoffeln in wechselnden Anteilen und verschiedenen, meist geräucherten oder gepökelten Sorten Fleisch oder Wurst. Gelegentlich werden auch spezielle Kochbirnen mitgekocht. Der Eintopf kann, je nach Geschmack, mit Salz, Pfeffer, Senf, Meerrettich, Sellerie, Lauch, Petersilie etc. gewürzt und verfeinert werden.

## Regionale Varianten
Auf vielen Bauernhöfen wurde dieses Gericht neben Bratkartoffeln praktisch täglich zubereitet, zusätzlich gab es aber oft noch ein zweites, täglich wechselndes Essen. Im Stader Raum wird es noch heute schlicht als Tokokers („Zugekochtes“ = Eintopf) bezeichnet. Ist das Fleisch geräuchert, so wird das Gericht auch kurz Rökert („Geräuchertes“) genannt. 
In Schleswig-Holstein ist der Eintopf mit Kochwurst und Kasseler als Rübenmalheur bekannt. Beim Lübecker National wird Schweinefleisch (Nacken, Bauch) bevorzugt und das Gericht wird mit Mehl oder Sahne gebunden. Diese Variante kann auch Zwiebeln enthalten. In Hamburg wird das entsprechende Gericht als Hamburger National bezeichnet und kann außer Speck und Schweinebauch auch Rindfleisch oder Huhn enthalten.
Im Land Hadeln werden die Kartoffeln meist durch Weizenmehlklöße (Klüten) ersetzt, daher ist das Gericht unter dem Namen Speck und Klüten bekannt. Noch Mitte des 20. Jahrhunderts war eine besonders reichhaltige Version dieses Eintopfes ein beliebtes Gericht für den Weihnachtsabend (Fullbuksobend = „Vollbauchabend“).